# Tsuguko

Prinses Tsuguko

Prinses Tsuguko van Takamado (Japans: 承子女王, Tsuguko Joō) (Tokio, 8 maart 1986) is een lid van de Japanse keizerlijke familie.
Tsuguko is de oudste dochter van de in 2002 overleden prins Norihito en prinses Hisako. Ze begon met studeren aan de Gakushuin Women's College in Tokio en de Universiteit van Edinburgh in Edinburgh. Op beide scholen maakte ze geen enkele opleiding af. Op de particuliere Waseda-universiteit lukte het haar wel om een opleiding af te ronden en in 2013 behaalde ze de bachelorgraad.
Al vanaf jonge leeftijd vertegenwoordigde ze de keizerlijke familie bij internationale gebeurtenissen. Zo was ze in 2006 een van de gasten bij het zilveren bruiloftsfeest van groothertog Henri en groothertogin María Teresa van Luxemburg. Verder vergezelde ze haar moeder Hisako vaak naar officiële evenementen. De twee bezochten in 2015 onder meer de vier jaar eerder door een zeebeving verwoeste regio. In het kader van de diplomatieke banden tussen Sri Lanka en Japan ging Tsuguko in 2013 in haar eentje naar het Zuid-Aziatische land.
Prinses Tsuguko is niet getrouwd. Ze werkt sinds 2013 voor het Japan Committee van UNICEF.